# Tshering Dorji
Tshering Dorji (Ramjar, 11 settembre 1995) è un ex calciatore bhutanese, di ruolo centrocampista.

## Carriera

### Club
Ha giocato nella massima serie bhutanese.

### Nazionale
Nel 2011 ha esordito in nazionale.

## Statistiche

### Cronologia presenze e reti in nazionale
| Cronologia completa delle presenze e delle reti in nazionale ― Bhutan | Cronologia completa delle presenze e delle reti in nazionale ― Bhutan | Cronologia completa delle presenze e delle reti in nazionale ― Bhutan | Cronologia completa delle presenze e delle reti in nazionale ― Bhutan | Cronologia completa delle presenze e delle reti in nazionale ― Bhutan | Cronologia completa delle presenze e delle reti in nazionale ― Bhutan | Cronologia completa delle presenze e delle reti in nazionale ― Bhutan | Cronologia completa delle presenze e delle reti in nazionale ― Bhutan |
| Data                                                                  | Città                                                                 | In casa                                                               | Risultato                                                             | Ospiti                                                                | Competizione                                                          | Reti                                                                  | Note                                                                  |
| --------------------------------------------------------------------- | --------------------------------------------------------------------- | --------------------------------------------------------------------- | --------------------------------------------------------------------- | --------------------------------------------------------------------- | --------------------------------------------------------------------- | --------------------------------------------------------------------- | --------------------------------------------------------------------- |
| 6-6-2019                                                              | Thimphu                                                               | Bhutan                                                                | 1 – 0                                                                 | Guam                                                                  | Qual. Mondiali 2022                                                   | 1                                                                     |                                                                       |
| 11-6-2019                                                             | Tamuning                                                              | Guam                                                                  | 5 – 0                                                                 | Bhutan                                                                | Qual. Mondiali 2022                                                   | -                                                                     |                                                                       |
| Totale                                                                |                                                                       | Presenze                                                              | 2                                                                     |                                                                       | Reti                                                                  | 1                                                                     |                                                                       |